# Fosfovanadilita-Ba
La fosfovanadilita-Ba és un mineral de la classe dels fosfats.

## Característiques
La fosfovanadilita-Ba és un fosfat de fórmula química Ba[V4+₄P₂O₈(OH)₈]·12H₂O. Es tracta d'una espècie aprovada i publicada com a espècie vàlida per l'Associació Mineralògica Internacional l'any 1996 amb el nom de fosfovanadilita, sent reanomenada en agost de 2012 al seu nom actual. Cristal·litza en el sistema isomètric.
Segons la classificació de Nickel-Strunz, la fosfovanadilita-Ba pertany a «08.DM - Fosfats, etc. amb cations de mida mitjana i gran, (OH, etc.):RO₄ > 2:1» juntament amb els següents minerals: morinita, esperanzaïta, clinotirolita, tirolita, betpakdalita-CaCa, melkovita, betpakdalita-NaCa, fosfovanadilita-Ca, yukonita, uduminelita, delvauxita i santafeïta.

## Formació i jaciments
Va ser descoberta a la mina Enoch Valley, situada al districte miner de Blackfoot River, dins el comtat de Caribou (Idaho, Estats Units), on es troba en forma de pseudocubs de fins a 50 μm associada a sincosita. Aquest indret és l'únic a tot el planeta on ha estat descrita aquesta espècie mineral.